# مود شارون
مود شارون (مواليد 28 أبريل 1993) هي رباعة كندية فازت بالميدالية الذهبية في الألعاب الأولمبية الصيفية 2020 في وزن 64ك.

## روابط خارجية
- مود شارون على موقع الاتحاد الدولي (الإنجليزية)
- مود شارون على موقع IAT Database Weightlifting (الألمانية)
- مود شارون على موقع اللجنة الأولمبية الدولية (الإنجليزية)
- مود شارون على موقع أوليمبيديا (الإنجليزية)
- مود شارون على موقع اللجنة الأولمبية الكندية (الإنجليزية)